# Constantin Gângioveanu
Constantin Mihai Gângioveanu (Craiova, 4 settembre 1989) è un ex calciatore rumeno, di ruolo centrocampista.